# Fényorgona
A fényorgona egy audiovizuális eszköz, ami valamilyen fénnyel jeleníti meg a hangot.
Tulajdonképpen a hang spektruma alapján kever ki színeket. A hang különböző frekvenciájú hullámokból tevődik össze, ezeknek a jelenléte, vagy hiánya vezérli készüléket. Úgy is elképzelhető, mintha a hangfrekvenciás tartományt áttranszponálnánk a fény hullámhosszának tartományába. Ekkor ideális esetben a mély hangok hatására vöröses árnyalatok jönnek létre, közepesektől zöldes és sárgás, míg magas hangoktól kék színek.
Felhasználási területe főként a szórakozóhelyek.